# Filme de terror sobrenatural

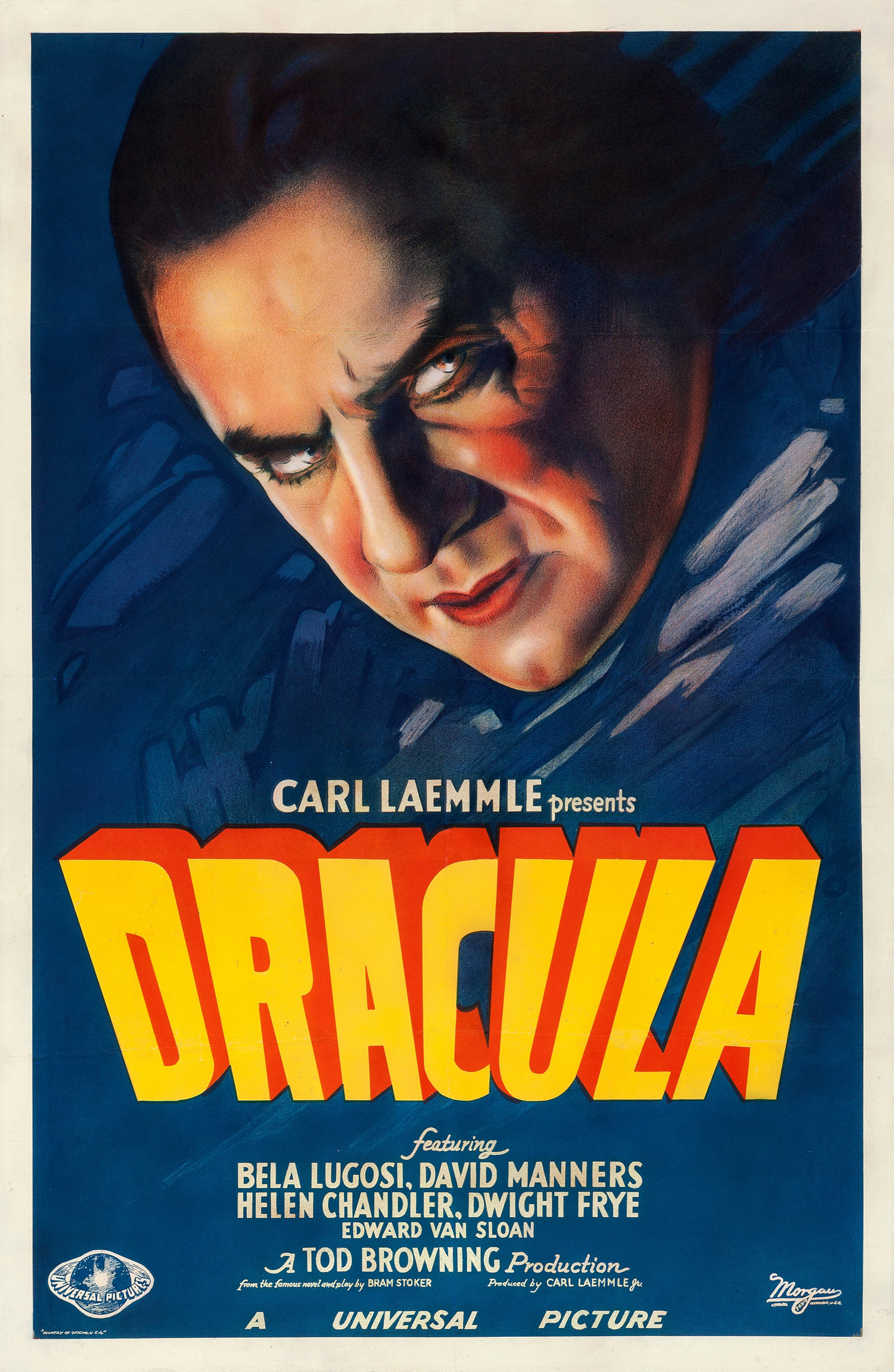
Cartaz de lançamento teatral de Drácula (1931)

Filme de terror sobrenatural é um gênero cinematográfico que combina aspectos de filme sobrenatural e filme de terror. As ocorrências sobrenaturais em tais filmes geralmente incluem fantasmas e demônios, e muitos filmes de terror sobrenatural têm elementos de religião. Temas comuns no gênero são a vida após a morte, o Diabo e a possessão demoníaca. Nem todos os filmes de terror sobrenatural focam na religião e podem ter "violência mais vívida e horrível".

## Comparações
Para esses filmes e outras mídias, os críticos distinguem o terror sobrenatural do terror psicológico. Mathias Clasen escreve em Why Horror Seduces: "O terror sobrenatural envolve algum tipo de suspensão ou violação da lei física, geralmente incorporada ou causada por algum tipo de agente sobrenatural, como um monstro estranho ou um fantasma... o terror psicológico, por outro lado, não envolve violações da lei física, mas apresenta ameaças e cenários naturalistas (embora muitas vezes implausíveis)." Paul Meehan também distingue filmes de terror sobrenaturais de terror psicológico, "a ameaça à ordem social vem de algo sobrenatural ou anômalo: uma casa mal-assombrada, uma maldição ou um monstro como um vampiro ou um lobisomem."
Charles Derry, escrevendo em Dark Dreams 2.0, comparou o terror sobrenatural e o terror pseudocientífico como "dois métodos básicos de explicar as coisas" em histórias de terror. Derry escreveu: "No grupo sobrenatural poderiam caber todos os monstros e horrores que estão de alguma forma envolvidos com religiões e rituais", destacando bruxaria, egiptologia e reencarnação, e zumbis. Aaron Smuts considera o terror "um gênero com dois subtipos principais, o terror sobrenatural e o terror realista" e que eles "têm encantos diferentes".

## História
Embora existissem literatura de ficção com temática de terror, teatro e outras culturas visuais, os termos "filme de terror" e "filme de terror", conforme conhecidos em um termo contemporâneo, não se tornaram lugar comum até 1931 e 1932. Filmes em série tornaram-se  popular nos Estados Unidos em 1913. Eventos e personagens sobrenaturais nas séries de filmes da década de 1910 eram raros. Apenas duas séries exploraram o sobrenatural detalhadamente, com The Mysteries of Myra (1916) e The Screaming Shadow (1920), enquanto a maioria das séries que sugeriam o sobrenatural, como The Grey Ghost (1917) sem narrativas reais envolvendo eventos sobrenaturais. O filme de terror sobrenatural teve o que o autor Paul Meehan descreveu como "sua gênese" no início do expressionismo alemão na década de 1920 e início de 1930 com filmes como O Gabinete do Dr. Caligari e Nosferatu. Durante o primeiro ciclo de filmes de terror do Universal Studios, o terror sobrenatural foi o modo cinematográfico dominante do gênero entre o lançamento de Drácula (1931) e House of Dracula (1945).
No início da década de 1940, os filmes de terror sobrenatural tinham cenários mais contemporâneos, mas o gênero acabou sendo substituído por filmes de terror psicológico. No final da Segunda Guerra Mundial, o gênero de terror sobrenatural "encontrou o seu fim", sendo ofuscado pelas atrocidades da guerra. Na década de 1950, os filmes de terror de ficção científica substituíram os filmes de terror sobrenatural, e os filmes de terror psicológico também se tornaram mais populares na mesma década, eclipsando o terror sobrenatural. Os poucos filmes de terror sobrenatural produzidos na década de 1950 eram frequentemente ambientados em casas mal-assombradas, uma continuação dos filmes de casas mal-assombradas predominantes na década de 1940.
Na década de 1960, filmes de terror como Os Inocentes (1961), The Haunting (1963) e Rosemary's Baby (1968) usavam elementos sobrenaturais, mas não eram diretamente sobre o paranormal. Outros filmes de terror usaram temas sobrenaturais para codificar elementos censurados pelo Código de Produção Cinematográfica (ou Código Hays). The Haunting apresentava uma protagonista feminina interessada em outra mulher, e ela era uma personagem queer codificada. Esses personagens eram comuns na história dos filmes de terror sobrenatural. Sue Matheson escreveu sobre Rosemary's Baby: "[Ele] popularizou representações de bruxaria, atividade demoníaca e do Diabo na tela e gerou uma onda de filmes de terror sobrenaturais." Na década de 1970, os filmes O Exorcista (1973) e The Omen (1976) reviveram o gênero de terror sobrenatural. A literatura foi usada como material de origem, como nos primeiros filmes, com as obras escritas de Stephen King sendo adaptadas para Carrie (1976) e The Shining (1980). O filme Poltergeist (1982) também foi destaque do gênero na década de 1980.
Na década de 2000, filmes de terror violentos chamados "tortura pornográfica" eram populares. No final da década, o terror sobrenatural recuperou sua popularidade. O filme found footage The Blair Witch Project alcançou fama em 1999 e, no final dos anos 2000, Atividade Paranormal teve sucesso com a mesma técnica cinematográfica, o que levou a uma série de filmes que durou até meados da década de 2010.

## Bilheteria
O filme de terror sobrenatural de maior bilheteria, ajustado pela inflação, é O Exorcista (1973). Tem um faturamento bruto não ajustado de mais de US$441 milhões com o lançamento original e o relançamento de 2000 combinados; o valor bruto ajustado estimado em 2019 é superior a US$1,04 bilhão. O filme de terror sobrenatural de maior bilheteria, não ajustado pela inflação, é It (2017), com uma receita bruta mundial de $701 milhões.
Em 2013, Andrew Stewart, da Variety, disse que os filmes de terror sobrenatural arrecadaram mais bilheteria do que outros subgêneros de terror. Ele aconselhou que os cineastas interessados em entrar no lucrativo mercado de terror de baixo orçamento deveriam se concentrar mais em histórias sobre fantasmas e sobrenaturais, já que filmes sobre slashers e terror extremo tendem a ter sucesso comercial menos consistente.

## Uso de música
Joe Tompkins escreveu que, após a década de 1950, muitos "filmes de terror góticos e sobrenaturais utilizam dissonância, atonalidade e configurações incomuns de instrumentos para significar todos os tipos de atividades anômalas e paranormais". Ele escreveu que Black Sunday (1960) e The Haunting (1963) "fazem uso de agrupamentos atonais, que operam em nítido contraste com a música tonal e, portanto, fornecem símbolos antagônicos para o mal e o bem sobrenaturais (respectivamente)". Ele também destacou que The Amityville Horror (1979) e Poltergeist (1982) "empregam vários materiais temáticos que vão desde canções de ninar suaves até explosões atonais".
De acordo com Janet K. Halfyard, os filmes de comédia de terror sobrenatural implantam várias estratégias para usar a música "para localizar simultaneamente o filme dentro - ou pelo menos próximo - do gênero de terror, ao mesmo tempo em que incentivam o público a rir em vez de gritar".